# 少年は荒野をめざす
『少年は荒野をめざす』（しょうねんはこうやをめざす）は、吉野朔実の漫画作品。
集英社の少女漫画誌「ぶ〜け」にて1985年（昭和60年）9月号から1987年9月号まで連載された。単行本は全6巻。その後コミック文庫でも購入可能となっている。

## あらすじ
夢見がちな文学少女・狩野都（かりの みやこ）は幼い頃、病弱だった兄の代わりをするかのように、自分のことを男の子だと思って過ごしていた。
兄は死ぬ間際に「もう僕の代わりはしなくていいよ。都は女の子なんだから」と言い残し、都は5歳にして一からアイデンティティを組みなおさなくてはいけなくなってしまう。
思春期を迎えた都は心理的にも肉体的にも「女」になることを受け入れられず、意思の力で初潮を止めてしまうほどであった。彼女は少年としての自分を描いた小説『少年は荒野をめざす』を書くが、これを編集者である友人の兄が文学賞にエントリーして受賞する。都は現役の学生小説家としてデビューし、さらに小説を書き続けていくことになる。
そして高校入学前、都は黄味島陸（きみじま りく）という、かつて少年だった自分がそのまま成長したような陸上選手の少年に出会い、同じ高校へ進学し、双子のようによく似た魂をもつ「もう一人の自分」に惹かれていく。
都と陸、その友人たちは風変わりな美形の評論家・日夏雄高（ひなつ ゆたか）の家をサロンのようにして集う。やがて彼らは陸の出生をめぐる秘密や、少女作家としての都を病的につけ回すストーカーが現れるなどの問題に巻き込まれてゆく。都と陸は悩みの中で自分の存在を見つめ、時に死の誘惑に惹きつけられながら、それぞれの道を見つけてゆく。

## 単行本
- ぶ〜けコミックス 全6巻
- マーガレットコミックス 全6巻  [2]
- 集英社文庫 全4巻
- 本の雑誌社 愛蔵版BOXセット 全3巻